# رسالة في المتعة
رسالة في المتعة وهي رسالة شيعية تحتوي على مجموعة من الروايات الخاصة في مسالة المتعة أو الزواج المنقطع المروية عن النبي محمد وأهل بيته وجمعها محمد بن محمد بن النعمان المعروف بين الشيعة بالشيخ المفيد.

## مصدر الرسالة
هذه الرسالة ليست موجودة بأكملها والظاهر أنها كانت عند المجلسي صاحب البحار ولكن يوجد منها 43 حديث في البحار في موضع واحد من موسوعته بعنوان (رسالة المتعة للشيخ المفيد)، ويظهر أن المجلسي اقتصر على ذكر متون الأحاديث، لا أن ما نقله هنا هو مجموع الكتاب، لأن المفيد يقدم لكتبه عادة بمختصر من الكلام
عن موضوعها وأهدافه من تأليفها، وأحيانا عن منهجه في ترتيب فصولها، وما أورده المجلسي خال عن ذلك، إلا أن يكون ما بلغ المجلسي بهذه الصورة، ولو كان لأشار إليه.